# Bråttjärnen (Rämmens socken, Värmland)
Bråttjärnen är en sjö i Filipstads kommun i Värmland och ingår i Göta älvs huvudavrinningsområde. Sjön har en area på 0,343 kvadratkilometer och ligger 259,3 meter över havet.

## Delavrinningsområde
Bråttjärnen ingår i det delavrinningsområde (665108-141076) som SMHI kallar för Inloppet i Bredreven. Medelhöjden är 280 meter över havet och ytan är 32,47 kvadratkilometer. Räknas de 12 avrinningsområdena uppströms in blir den ackumulerade arean 118,73 kvadratkilometer. Tvärälven (Rämmån) som avvattnar avrinningsområdet har biflödesordning 3, vilket innebär att vattnet flödar genom totalt 3 vattendrag innan det når havet efter 385 kilometer. Avrinningsområdet består mestadels av skog (77 procent). Avrinningsområdet har 0,59 kvadratkilometer vattenytor vilket ger det en sjöprocent på 1,8 procent. Bebyggelsen i området täcker en yta av 2 kvadratkilometer eller 6 procent av avrinningsområdet.